# Molekulární biologie

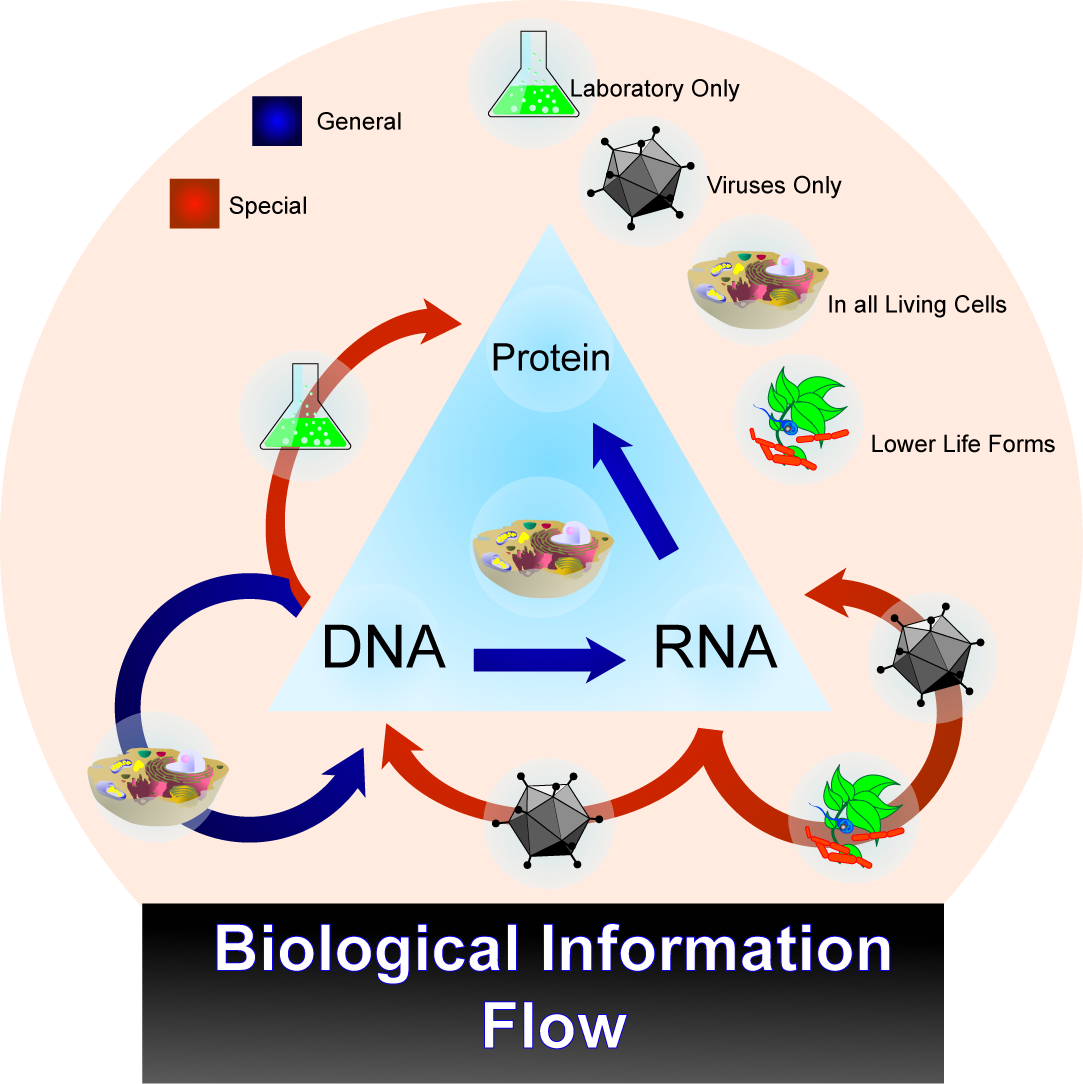
Centrální dogma molekulární biologie (zjednodušené schéma)

Molekulární biologie je vědní obor zabývající se studiem buněčných biologických procesů na molekulární úrovni. Věnuje se popisu biologických makromolekul a jejich vzájemným funkčním vztahům. Zkoumá především makromolekuly, které se podílejí na dědičnosti organizmů - nukleové kyseliny (DNA, RNA) a proteiny. Jejich vztah lze popsat procesem DNA → RNA → protein, který se nazývá centrální dogma molekulární biologie.
Molekulární biologie není jen studium buněčných biologických procesů, ale také objevováním nových metod, které vědcům umožňují tyto procesy zkoumat. Jednou z pozoruhodných metod, která způsobila revoluci v oboru, je polymerázová řetězová reakce (anglicky polymerase chain reaction; PCR) vyvinutá v roce 1983. Tato metoda rychlého a snadného zmnožení úseku DNA se stala známou především jako PCR test pro zjišťování onemocnění covidem-19.
Molekulární biologie integruje ve svém přístupu hlediska biologická, chemická, fyzikální i genetická. Molekulárně biologické znalosti jsou široce využívané v medicíně a jsou nezbytné pro genetické inženýrství, jakož i pro jakoukoliv jinou práci s genetickou informací, například v kriminalistice.
Termín molekulární biologie bývá někdy chápán jako synonymum molekulární genetiky, neboť podstata dědičnosti je odhalitelná pouze studiem buněčných biologických procesů na molekulární úrovni.

## Historie

Nukleové kyseliny DNA a RNA s jejich bázemi (Chargaffovo pravidlo)

Molekulární biologie se nachází mezi biochemií a genetikou, které se začaly vyvíjet až ve 20. století s vývojem nových technologií, metod a experimentů. Všechny tři zkoumají molekulární mechanismy, které jsou základem životně důležitých buněčných funkcí.
- V roce 1928 pozoroval Frederick Griffith transformaci jedné bakterie ve druhou (nyní známou jako genetická transformace), který nedokázal vysvětlit.
- V roce 1938 Warren Weaver, ředitel divize přírodních věd Rockefellerovy nadace, poprvé použil název molekulární biologie.
- Později v roce 1944 tři vědci Oswald Avery, Colin Macleod a Maclyn McCarty popsali celý proces transformace bakterií.
- V roce 1945 začal používat termín molekulární biologie také fyzik William Astbury.
- V roce 1950 rakouský vědec Erwin Chargaff navrhl teorii (dnes známou jako Chargaffovo pravidlo), která potvrdila, že počet nukleových bází adeninu, thyminu, guaninu a cytosinu jsou v DNA ve stejném poměru.
- V roce 1952 provedli Alfred Hershey a Martha Chase sérií experimentů potvrzujících, že DNA je genetický materiál.
- V roce 1953 Francis Crick a James Watson vytvořili dvojitý šroubovicový model DNA. Tento objev vedl k nalezení DNA v dalších mikroorganismech, rostlinách, zvířatech a lidí.
- V roce 1958 Francis Crick formuloval centrální dogma molekulární biologie - vztah DNA → RNA → protein
- V roce 1983 Kary Mullis objevil PCR (Polymerase Chain Reaction, polymerázová řetězová reakce). Za tento objev dostal Nobelovu cenu.

## Metody

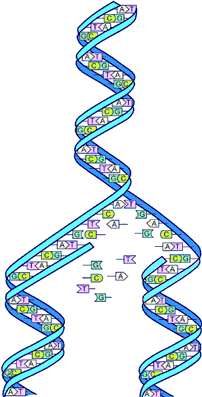
Replikace molekuly DNA (jeden z objevů molekulární biologie)

V současnosti je molekulární biologie nejbouřlivěji se rozvíjejícím oborem především díky novým technologiím a metodám. Metody molekulární biologie využívají například separační metody, jako je chromatografie, elektroforéza, elektronová mikroskopie nebo spektroskopie.
Molekulárně biologické metody jsou široce využívané nejen v genetickém výzkumu nebo v genovém inženýrství, ale i v archeologii, zoologii, botanice, klinické medicínské diagnostice, kriminalistice nebo v soudním lékařství.
Nejpoužívanější molekulárně biologické metody:
- Izolace DNA je prvním krokem většiny molekulárně biologických technik. Materiálem pro izolaci DNA mohou být jednotlivé buňky, tkáně, orgány eukaryot nebo viry.
- PCR (Polymerase Chain Reaction, polymerázová řetězová reakce) je metoda sloužící k mnohonásobnému zmnožení specifického úseku DNA in vitro.
- Gelová elektroforéza je nejpoužívanější separační technika k izolaci a analýze nukleových kyselin a proteinů.
- RFLP (Restriction Fragment Length Polymorphism, polymorfismus délky restrikčních fragmentů) je metoda enzymatického štěpení molekul DNA ve specifickém restrikčním místě enzymem (restrikční endonukleázou).
- Hybridizace nukleových kyselin je založena na specifickém spojení (hybridizaci, renaturaci) komplementárních nukleotidových sekvencí pocházejících z různých nukleových kyselin. Obvykle je základem značená sonda (krátký úsek DNA o známé nukleotidové sekvenci), s jejíž pomocí se detekuje sekvence k ní komplementární.
- Sekvenování DNA slouží ke stanovení pořadí (sekvence) nukleotidů v molekule DNA.